# Josie Ho
Josephine Ho Chiu-Yi (chino tradicional: 何超仪; chino: 何超仪, Hong Kong, 26 de diciembre de 1974) es una actriz y cantante de Hong Kong, hija del empresario Stanley Ho.

## Carrera
Después de algunas apariciones iniciales y actuaciones como cantante, Josie ha dirigido su carrera hacia la actuación, participando en películas, anuncios y series de televisión. Entre los muchos personajes que interpretó, una de ellas fue el caso de niñas que ejercen la prostitución denominado "fácil" de vender sus cuerpos para la necesidad inmediata de dinero, una imagen que viola claramente la realidad de su hija de un rico millonario.

## Vida privada
Además de ser la hija del empresario Stanley Ho, Josie está casada con el actor y cantante, Conroy Chan Chi-Chung, miembro de una banda llamada Alive. En una entrevista, citó a su hermana mayor, Pansy Ho como su mayor estímulo en que se decidió convertirse también en una cantante y actriz, contra la oposición del poderoso padre.

## Filmografía
- Victory (1994) - Disappearance
- Tragic Commitment (1995) - Blacky
- Black Dream (1995) Naked Shopkeeper
- Lost and Found (1996) - Yee
- Those Were the Days (1996) - Man-Size
- Chinese Box (1997) - Lilly
- All's Well, Ends Well 1997 (1997)
- Anna Magdalena (1998)
- Purple Storm (1999) - Guan Ai
- Slow Fade (1999) - Kim
- For Bad Boys Only (2000) - Jean
- Horror Hotline... Big Head Monster (2001) - Big head Monster
- City of Desire (2001) prostitute #43
- The Enemy (2001)
- Forever and Ever (2001) - Fion
- So Close (2002) - Ching
- Frugal Game (2002) - Mrs. Lai
- Tai Tai (2002) - Clara
- Women from Mars (2002)
- Dead or Alive III: Duelo Final (2002) - Jun
- Naked Ambition (2003) - Tess
- And Also the Eclipse (2003)
- The Twins Effect (2003) - Lila
- My Lucky Star (2003) - Mrs. Ma
- Butterfly (2004) - Flavia
- Six Strong Guys (2004) - Eva
- House of Fury (2005) - Assassin
- Men Suddenly in Black 2 (2006)
- Exiled (2006) - Jin, Wo's wife
- The Heavenly Kings (2006) - Cameo
- Isabella (2006) - Woman at herbal tea shop
- McDull, the Alumni (2006)
- Simply Actors (2007)
- The Drummer (2007) - Sina
- A Decade of Love (2008)
- Cut Short (2009)
- Poker King (2009) - Miss Fong
- Murderer (2009)
- LaMB (2009) - Keiko Suzuki (voice for English and Cantonese)
- Street Fighter: The Legend of Chun-Li (2009) - Cantana
- Dream Home (2010)
- The Lost Gold of Khan (2011)

### TV series
- The Criminal Investigator (1996) - Toby
- Mystery Files (1997)
- A Road and a Will (1997)
- At the Threshold of an Era (1999)
- At the Threshold of an Era II (2000)
- The Fugitive: Plan B (KBS, 2010)